# Perszephoné
Perszephoné (görögül Περσεφόνη; a rómaiaknál: Proserpina, neve előfordul még Persephone, Persephoneia, Perszephoneia, Phersephone, Persephassa, Phersephatta alakban is) a görög mitológiában a termékenység, a termés istennője, Démétér és Zeusz lánya, Hadész elrabolt felesége. Előfordul Koré (görögül am. „lány”) név alatt is. Alakja valószínűleg már a görög mitológia előtt is létezett.

Hadész kérte Zeuszt, engedje hozzá feleségül Perszephonét, de Zeusz erre nem adott határozott választ.
Vitatott, hol rabolta el Hadész Perszephonét. Perszephoné a barátnőivel virágot szedett, és mikor kissé eltávolodott tőlük, meghasadt a föld és a mélyből előbukkanó Hadész fekete, sötétséget fújó lovaival elragadta, amik egy fekete szekeret húztak. Perszephonénak csak sikoltani maradt ideje – azt csak Hekaté, a Hold és mágia istennője hallotta meg. Héliosz napisten látta is, és a lányát kereső Démétérnek elmondta, ki volt a tettes. Démétér gyászba borult, egy időre az Olümposzon lakó istenekkel is szakított, és az emberek által neki szentelt templomban élt. Mivel nem figyelt a termésre, az nem ért be, és az emberiséget éhínség sújtotta. Zeusz ezért arra kérte Démétért, hogy térjen vissza, de Démétér erre csak akkor volt hajlandó, ha Hadész elengedi Perszephonét. Hadész ebbe beleegyezett, azonban csalfa módon gránátalmát adott neki, mert tudta, hogy aki az Alvilág étkeiből eszik, az végérvényesen soha nem hagyhatja el az Alvilágot. (bizonytalan, hogy Perszephoné egy vagy több magot [elvileg 4-et], vagy egész gránátalmát evett-e meg).
Démétér csak úgy volt hajlandó visszatérni a feladatához, ha Perszephoné az év kétharmad részét vele, és csak a maradékot tölti az Alvilágban, Hádésszal. 
Perszephoné ettől kezdve az alvilág úrnője: gyakorta megengedi a jó, arra méltó embernek, hogy az általa szeretett elhunytat visszavigye a felszínre. Példaként Orpheusznak megengedte Eurüdiké feltámasztását – bár abba Hadész is beleegyezett. Vagy Alkésztisz története, aki saját életét áldozta férje helyett: férjének Apollón a jó bánásmódért cserébe felajánlotta, hogy ha valaki önként felajánlja saját életét halálának órájában, akkor megmenekül a haláltól. Alkésztisz önként hajlandó volt meghalni férje helyett, ám a jelenlévő Héraklész lement az Alvilágba és felhozta őt, így újra élhették tovább életüket. 
Perszephoné mítosza érthetővé tette az ókori görögök számára, hogy a termőföld miért lesz kietlen télire, majd fordul termőre tavasszal. Más értelmezés szerint Perszephoné leszállása az alvilágba a föld alatti silókban tárolt magok útját szemléltette.

## Kulturális vonatkozások
Homérosz nem említi, hogy Perszephoné Démétérrel bármilyen rokoni kapcsolatban lenne. Hésziodosz írja le úgy, mint Démétér leánya.
Amikor Egyiptom a görögök uralma alatt állt, Perszephonét az Egyiptomban Ízisz néven ismert istennővel azonosították.
A mítosz többek között Ovidius: Átváltozások című művében is szerepel.